# Анри Делоне
Анрѝ Делонѐ (Henri Delaunay) е френски футболен организатор, роден на 15 юни 1883, починал на 9 ноември 1955.
Като футболист играе за парижкия отбор Étoile des Deux Lacs, след това става футболен съдия. Той се отказва след инцидент по време на футболна среща между AF Garenne-Doves и ES Benevolence, при който той е ударен от топката в лицето, гълта свирката и си чупи два зъба.
Той започва кариерата си като деец през 1906, когато става президент на Étoile des Deux Lacs, след това е генерален секретар на Френския Федерален Комитет (ФФК), който е предшественик на Футболната федерация на Франция. Той остава на позицията и след превръщането на ФФК във Френска Футболна Федерация през 1919 г.
От 1924 до 1928 г. той е представител в борда на FIFA. Заедно с Жул Риме развиват идеята за Световно първенство по футбол. Още през 1920 г. той е и от първите привърженици на идеята за купата на европейските шампиони.
През 1927 г. той предлага и създаването на Европейско първенство по футбол, което е кръстено на неговото име при първото издание през 1960.
Той е Генерален секретар на УЕФА от създаването ѝ на 15 юни 1954 г. до смъртта си. След смъртта си през 1955 г. е наследен на този пост от сина си Пиер Делоне.